# Joe Hale
Joe Hale, né le 4 juin 1925 et mort le 29 janvier 2025,, est un artiste américain de layout pour l'animation, ayant travaillé pour les studios Disney.

## Biographie
John Hale est né le 4 juin 1925 dans l'Indiana. Il se souvient avoir été très impressionné quand il a vu le dessin animé Bambi (1942) alors âgé de 17 ans, au point de le voir sept fois en trois jours et de choisir une carrière dans l'animation. Il est embauché par les studios et travaille aux layouts sur Peter Pan (1953) et La Belle et le Clochard (1955) sans être crédité, puis Les 101 Dalmatiens (1961). Il passe ensuite au service de l'animation pour la télévision.
Joe Hale a préféré son travail sur le film Le Trou noir (1979) car les longs métrages d'animations comme La Belle au bois dormant (1959) prennent beaucoup de temps. Pour ce dernier, Hale a animé les fées marraines dans leur cottage durant quatre ans au point qu'il s'est rendu malade de dessiner chaque angle de la maisonnette. Il préfère par la suite travailler sur des projets plus rapides comme la télévision.

## Filmographie
- 1959 : La Belle au bois dormant
- 1961 : Les 101 Dalmatiens
- 1961 : Donald et l'écologie (The Litterbug)
- 1967 : Picsou banquier
- 1968 : Understanding Stresses and Strains
- 1969 : C'est pas drôle d'être un oiseau
- 1970 : Dad... Can I Borrow the Car?
- 1971 : L'Apprentie sorcière
- 1973 : Robin des Bois
- 1977 : Les Aventures de Winnie l'ourson
- 1977 : Les Aventures de Bernard et Bianca
- 1977 : Peter et Elliott le dragon
- 1978 : Les Visiteurs d'un autre monde
- 1979 : Le Trou noir, effets spéciaux d'animation
- 1980 : Les Yeux de la forêt, conception des aliens
- 1981 : Rox et Rouky
- 1985 : Taram et le Chaudron magique, scénariste et producteur délégué